# La nuova storia del clan Taira
La nuova storia del clan Taira è un film del 1955 diretto da Kenji Mizoguchi.
Il soggetto è basato su un romanzo di Eiji Yoshikawa  .

## Trama
Nel 1137, Tadamori Taira, col figlio Kiyomori, ed un manipolo di samurai torna a Kyoto dopo aver sconfitto i pericolosi pirati che infestavano le coste giapponesi, e constata che la corte imperiale mostra di non tenere in gran conto l’impresa.
Kiyomori sviluppa una crisi di identità quando, di lì a poco, apprende che molto probabilmente non è figlio di Tadamori, ma o dell’imperatore ritirato Shirakawa, per nulla inifluente negli affari di stato, o di un monaco di una congregazione buddhista pure detentrice di un notevole potere politico.
A Tadamori viene finalmente assegnato un titolo di nobiltà in compenso della repressione, da lui attuata, di una rivolta di monaci, ma, al suo ingresso a corte, una cospirazione di nobili avversi alla classe inferiore dei samurai cerca di eliminarlo: Kiyomori sventa un primo attentato.
Poi Kiyomori sposa Tokiko, del clan dei Fujiwara, nobili impoveriti che tuttavia mostrano una comunità d’intenti col giovane Taira, ed ottiene così l’unione dei clan dei Fujiwara e dei Taira, che, a questo punto, si oppongono apertamente allo strapotere della nobiltà di corte e del clero buddhista.
Kiyomori, grazie anche alle opinioni di un ricco mercante, i cui interessi di classe si intrecciano con i propri, si rende conto che è giunto il momento di una graduale emancipazione della classe dei samurai rispetto ai tradizionali detentori del potere in Giappone. Egli sconfigge la superstizione clericalista solo osando abbattere con frecce alcune statuette portate in processione dai monaci buddhisti di nuovo in rivolta. Tadamori intanto è stato alla fine ucciso da appartenenti agli ambienti di corte.
Infine Kiyomori osserva da lontano una danza di corte, e profetizza la prossima esautorazione anche di questo esiguo rimanente strato sociale nel governo del paese, confrontato con la futura ascesa dei samurai.